# 比科尔普
比科尔普，是西班牙巴伦西亚自治区巴伦西亚省的一个市镇。总面积137平方公里，总人口662人（2001年），人口密度5人/平方公里。